# Louise Maisons
Louise Maisons est une photographe française née en 1959
Photographe d’art autodidacte, son œuvre, réalisée en noir et blanc argentique, se caractérise par l'utilisation de matériel ancien qui renforce l'élégance de la lumière et la profondeur des noirs. 
Ses travaux font l'objet d’expositions depuis 1986.

## Biographie
Photographe de rock au début des années 1980, elle participe à la scène alternative en créant et animant « Noir Marine » un fanzine devenu culte, où elle publie interviews et photographies de groupes représentatifs de l’après punk et des débuts du rock gothique. Ces portraits ont désormais une valeur historique.
En 1984, elle commence un travail de portrait en studio qu’elle poursuivra pendant près de vingt ans. Inconnus et célébrités se succéderont devant son objectif dans une ambiance intimiste et de plus en plus épurée.
Viendront ensuite une série à vocation pictorialiste (1993), réalisée en extérieur autour de Marie-Sophie Wilson Carr, ainsi qu’un sujet autour de fragments du corps, principalement des mains (1994). 
En 1991, invitée par Polaroïd, elle réalise au Festival de Cannes des portraits de comédiens et réalisateurs pour la collection Polaroïd. 
En 2000, l’apparition de la photographie numérique, renforce sa position dans la photographie argentique et la voit revenir aux origines de la photographie avec la pratique des « procédés anciens » (2003). 
À partir de 2004, elle se consacre essentiellement à la photographie de natures mortes en studio, et passe parallèlement deux années  à photographier le Potager du roi au fil des saisons (2008/2010). 

## Expositions personnelles (extrait)
- 1986 : Amsterdam, Galerie 2 1/2 X 4 1/2 [2]
- 1986 : Paris, Galerie  Jacqueline Felman-Bastille
- 1987 : Barcelone, Galerie Tartessos
- 1987 : Genève], Galerie Notuno
- 1990 : Paris,  Galerie Jacqueline Felman-Bastille
- 1992 : Paris, Galerie Jacqueline Felman-Bastille
- 1993 : Fresnes, exposition à la  Maison d’arrêt des femmes
- 1994 : Paris, Espace Arianna
- 1995 : Paris, Galerie  Jacqueline Felman-Bastille
- 2001 : Paris, Des  photographies Galerie
- 2005 : Paris, Banque populaire
- 2006 : Rennes, Alphagraph (expo rock)
- 2006 : Paris, La Maroquinerie
- 2010 : Rueil-Malmaison, Médiathèque (septembre 2010)

## Expositions collectives (extrait)
- 1986 : Paris, Génie de la Bastille
- 1988 : Paris, Génie de la Bastille
- 1991 : Paris, SAGA
- 1992 : Cannes, Festival du film, exposition au Palais des festivals de portraits réalisés à la chambre Polaroïd 50x60 (Collection Polaroïd)
- 2002 : Paris, Comparaisons
- 2009:  Collection de L'Artothèque de Saint-Cloud

### Sources
- Photographies magazine, no 28, page 9
- Les Nouvelles littéraires, « Clairs obscurs et raffinements », décembre 1992
- Figaroscope, 5 octobre 1994 "une nature mystérieuse" Jean-Louis Pinte
- Flavor, juillet 2006, pages 76/77 "Le rock sans clichés" Marc Arlin
- Elegy no 41, avril/mai 2006, page5